# 克里斯季娜·舍尔梅托娃
克里斯季娜·舍尔梅托娃（1993年5月25日—），土库曼斯坦女子举重运动员，2017年世界举重锦标赛女子53公斤级银牌得主、2018年亚洲运动会女子53公斤级银牌得主。